# 骨骺
骺又称骨骺，是长骨两端膨大的部分，其表面有关节面与相邻骨的关节面构成关节。骺亦指长骨发生过程中，其两端膨大可形成骨的软骨部，中央为骨化中心，周围为软骨；骺骨化后与骨幹之间留有一骺线。
骨骺主要存在于四肢的长骨。骨骺和骨幹（diaphysis，长骨中央較細長的部份）之間的部位為幹骺端（metaphysis）或幹骺，幹骺端中有會使骨骼成長的骺板（epiphyseal plate，生長板）。关节處的骨骺會被關節軟骨所包覆，在包覆以外的部位，有一個類似骺板的區域，稱為軟骨下區（subchondral bone）。
骨骺中含有红骨髓，可以产生红细胞（红血球）。